# Antiparallelogramm
Als Antiparallelogramm wird ein sich selbstüberschneidendes Viereck bezeichnet, dessen jeweils gegenüberliegende, also nicht benachbarte Seiten die gleiche Länge besitzen und bei dem sich (im Gegensatz zu einem gewöhnlichen Parallelogramm) zwei Seiten schneiden und in der Regel nicht parallel liegen. Insbesondere ist es nicht konvex. Eine Spezialform des Antiparallelogramms ist das gekreuzte Rechteck, dessen zwei kürzere Seiten parallel zueinander liegen.
Stehen die Längen der benachbarten Seiten eines Antiparallelogramms im Verhältnis {\displaystyle 1:{\sqrt {2}}} und hält man eine der beiden längeren Seiten fest, dann beschreibt der Mittelpunkt der gegenüberliegenden Seite eine Bernoullische Lemniskate.

## Antiparallelogramm als Gelenkviereck
Baut man ein Antiparallelogramm als Koppelgetriebe mit starren Seiten und Gelenken an den Eckpunkten auf, dann erhält man ein Gelenkviereck, das geradlinige Bewegungen in kreisförmige umwandeln kann, ähnlich einem Pleuel. (siehe hierzu auch Inversor von Hart)

Die zwei anliegenden und der umschließender Kreis des Antiparallelogramms

Viergelenk mit Führungsstäben, die verhindern, dass das Antiparallelogramm zum Parallelogramm umschlägt. Hierfür werden drei Stäbe mittig angebunden. Blau gestrichelte Linien zeigen die mögliche Verbindung zum vierten Stab.
Bewegt sich ein Antiparallelogramm um eine seiner kurzen Seiten, rotiert der Kreuzungspunkt auf einer elliptischen Bahn. Die Ellipse ist die Gangpolbahn des Viergelenks.
Ein Viergelenk-Antiparallelogramm lässt sich durch zwei elliptische Zahnräder substituieren.